# Vitriolová metoda výroby kyseliny sírové
Vitriolová metoda je nejstarším způsobem výroby kyseliny sírové. Proces je založen na tepelném rozkladu přirozeně se vyskytujících síranů. Vzhledem k vysokým požadovaným teplotám byl proces drahý a po vývoji alternativ byl rychle nahrazen. Poprvé se o něm zmiňuje alchymista Džabír ibn Hajján z 8. století a používal se k výrobě olea až do vývoje kontaktního procesu v roce 1870.

## Historie
Po první zmínce Džabíra ibn Hajjána byl proces podrobněji popsán alchymisty Albertem Magnem a Basiliusem Valentinem. Jako suroviny uvádějí kamenec a chalkantit (síran měďnatý). Od 16. století se kvůli zvýšené poptávce po kyselině sírové začal v průmyslovém měřítku používat vitriolový proces. Produkt byl pojmenován Nordhausen Vitriol podle výrobního centra v Nordhausenu. Jako surovina se obvykle používal síran železnatý (FeSO4 · 7 H2O). Ten se zahříval v retortách a přeměňoval na oxid sírový, z něhož se pak vodou získávala kyselina sírová, která se nazývala vitriolový olej. V pecích, z nichž některé byly vícepodlažní, bylo paralelně provozováno několik retort, aby se získalo větší množství vitriolového oleje. V polovině 19. století byly hutě firmy Starck, založené Johannem Davidem von Starckem, nejvýznamnější na Šumavě. V roce 1873 se ve 12 boudách používalo až 120 pecí, přičemž každá pec měla asi 300 retort. Celková produkce kyseliny sírové v Čechách v roce 1845 činila asi 50 000 centů (což odpovídá 2 800 tunám).
Vzhledem k tomu, že tento proces byl drahý a těžkopádný, hledala se alternativa, která by uspokojila výrazně zvýšenou poptávku způsobenou Leblancovým procesem, a v 18. století byl vyvinut proces výroby v olověné komoře. Protože však tato metoda dosáhla maximální koncentrace kyseliny 78 %, byl vitriolový proces nadále používán k výrobě koncentrované kyseliny a olea. Teprve s zavedením kontaktního procesu v roce 1870 se stal dostupným proces, který umožnil získat koncentrovanou kyselinu výrazně levnějším způsobem.

## Chemický proces
Proces je založen na rozkladu síranů (např. zelené skalice) za vysokých teplot a reakci výsledného oxidu sírového s vodou za vzniku kyseliny sírové. V prvním kroku se za vysokých teplot odštěpila krystalová voda a síran železnatý se oxidoval kyslík na síran železitý, ten se poté rozkládal na oxid železitý a oxid sírový.
6 FeSO4·7H2O + O2 → 2 Fe2(SO4)3 + 2 FeO + 42 H2O
Fe2(SO4)3 → Fe2O3 + 3 SO3
Výsledný oxid sírový poté reaguje s vodou za vzniku kyseliny sírové.
SO3 + H2O → H2SO4